# Ladislav Sutnar
Ladislav Sutnar, född 9 november 1897, död 13 november 1976, var en grafisk formgivare från Plzeň. Han var en pionjär inom informationsdesign och informationsarkitektur. Han arbetade för bland andra för McGraw-Hill, IBM, Bell System, FN och Addo. 
Sutnar studerade måleri i Prag, arkitektur på Karlsuniversitetet i Prag och matematik på Tjeckiens tekniska universitet. Han arbetade sedan med träleksaker, dockor, kostymer och scenerier. Han arbetade även med utställningsdesign och formgav tidningsmagasin, böcker och textilier. Han var också med i formgivningskooperativet Artel. Han blev chef för omslagsdesign på ett förlag i Prag 1927. Han reste till USA för att formge Tjeckoslovakiens utställningsmonter på världsutställningen 1939. Utställningen ställdes in och när andra världskriget bröt ut valde Sutnar att stanna i USA. 1941–1960 var han ansvarig för formgivningen av postorderkatalogen F.W. Dodge's Sweet's Catalog Service. Han drev från 1951 den egna firman Sutnar Office.